# Agostino Mitelli

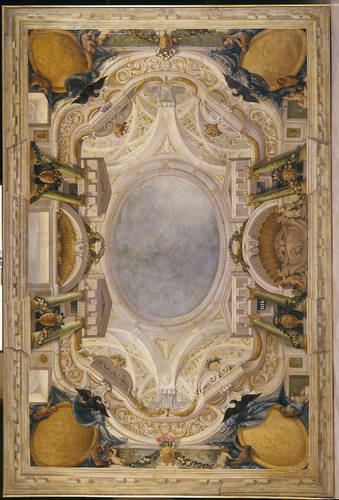
Boceto para un techo del Buen Retiro, óleo sobre lienzo, 187 x 282 cm., Museo de Historia de Madrid, depósito del Museo del Prado.

Agostino Mitelli (16 de marzo de 1609 - 2 de agosto de 1660) fue un pintor barroco italiano especializado en la pintura de perspectivas arquitectónicas fingidas, llamadas quadraturas.
Nacido en Battedizzo, cerca de Bolonia, murió en Madrid, mientras trabajaba en los desaparecidos frescos del convento de la Merced. Fue alumno en Bolonia de Gabriello Ferrantini (degli Occhiali) y de Girolamo Curti, en cuyo taller conoció a Angelo Michele Colonna, con quien colaboró estrechamente. Ejemplos de sus cuadraturas se pueden encontrar en Roma, Palacio Spada (1635) y Florencia, Palacio Pitti (1637-1641). Llamados por Velázquez, Colonna y Mitelli viajaron a Madrid en 1658 para participar en la decoración del Real Alcázar y del Palacio del Buen Retiro.

## Legado
A través de sus numerosos alumnos que se expandieron a través de Italia y Europa, Mitelli ejerció una fuerte influencia en la escuela de pintura arquitectónica. Su hijo Giuseppe Maria Mitelli (1634-1718) también fue un pintor y grabador. Dos de sus hijas estuvieron casadas con sus alumnos Baldassare Bianchi, quien trabajó fundamentalmente en Mantua, y Alboresi Giacomo, activo en Parma y Florencia. Paderna Giovanni, el primer maestro de  Bianchi, había sido un seguidor de Mitelli. Giovanni Giacomo Monti, un socio de Bianchi, fue alumno de Mitelli. Domenico Santi, llamado Mengazzino, Francesco Quaino, y Andrea Montecelli fueron también alumnos suyos. Publicó algunos grabados con sus dibujos arquitectónicos en el libro Freggi dell 'architettura da Agostino Mitelli, publicado en Bolonia en 1645. 